# Hub Ritzen

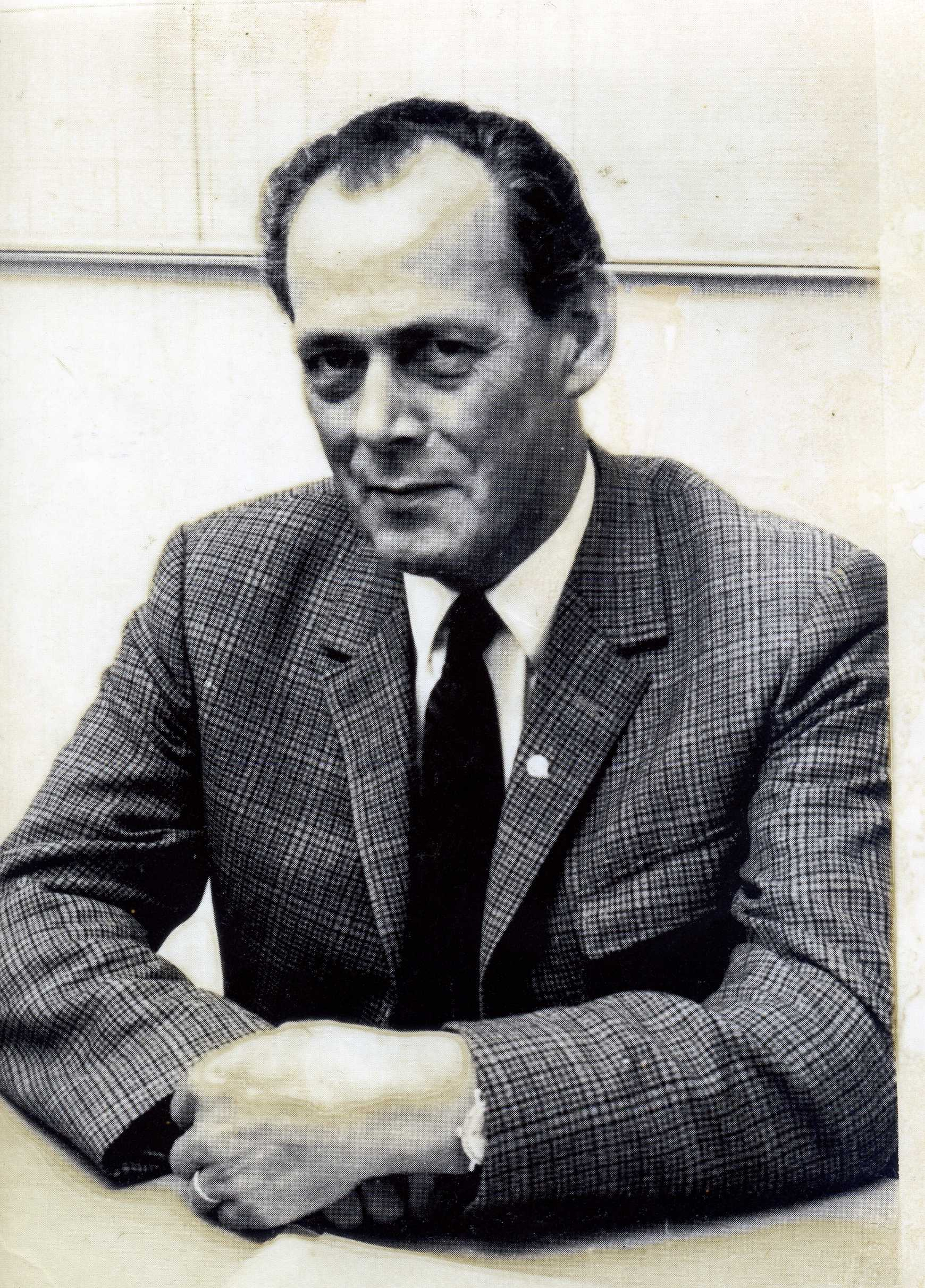
Hub Ritzen 1968

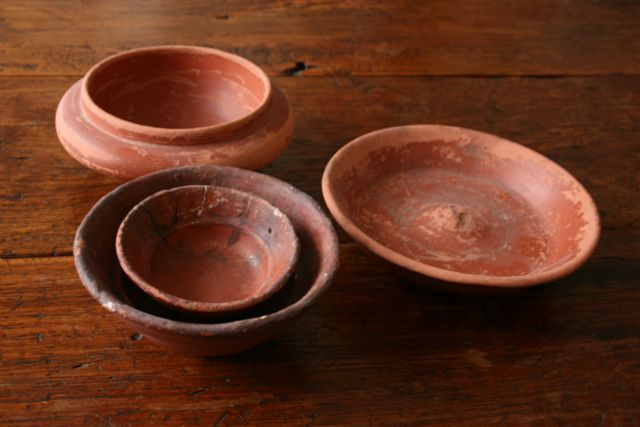
Romeins aardewerk gevonden nabij Romeinse Villa te Vaesrade, beschreven door Ritzen in "Nuth in de romeinse tijd"

Hubert Jozef (Hub) Ritzen (Vaesrade, 17 februari 1912 – Hoensbroek, 30 maart 1972) was een Nederlands regionaal geschiedschrijver en gemeentesecretaris van Hoensbroek.

## Biografie
Ritzen volgde het gymnasium aan het Bisschoppelijk College in Sittard en ontwikkelde daar een warme belangstelling voor de historie van zijn geboortestreek. Na zijn opleiding te Sittard, vervulling van de militaire dienst en mobilisatieplicht, startte hij zijn loopbaan bij de distributiedienst van de toenmalige gemeente Hoensbroek en bekleedde daarna onder andere de functies van directeur van het grond- en woningbedrijf, kabinetschef en locosecretaris. In 1968 werd hij door de gemeenteraad van Hoensbroek gekozen – als opvolger van de heer Maessen – tot gemeentesecretaris van die gemeente. Die functie vervulde hij tot zijn overlijden.
Naast zijn ambtelijke loopbaan vervulde Ritzen een actieve rol in het maatschappelijk leven. Zo was hij voorzitter van de sportvereniging RKSV Minor. Daarnaast was hij voorzitter van de Algemene Jeugdraad, voorzitter van de Sportraad en voorzitter van de Culturele raad.
De reeds tijdens zijn opleiding ontwikkelde interesse voor de geschiedenis van Zuidoost-Limburg beperkte zich niet alleen tot de recente historie van zijn geboortedorp Vaesrade en de gemeente Nuth, waartoe het kerkdorp behoorde, maar ging terug tot de Romeinse tijd. Zo beschreef hij in zijn schetsen de drie Romeinse villa's (op de Reulinck bij Vaesrade, ten zuiden van kasteel Reijmersbeek en op de Schuureik onder Hoensbroek) en bracht het leven van Romeinen in kaart aan de hand van opgravingen en vondsten. Ook schetste hij de lokale situatie in samenhang met grotere gebeurtenissen zoals de doortocht van Karel de Stoute door Zuid-Limburg voorafgaand aan het beleg van Neuss, en diens oversteek te Kathagen
Door de jaren heen verschenen diverse publicaties van zijn hand. Onder andere in het historisch tijdschrift voor Zuid-Limburg 'Het land van Herle' en in het Limburgs tijdschrift voor geschiedenis, taal en kunst de Maasgouw.
Ritzen schreef op een makkelijk toegankelijke manier en trachtte daarmee bij een breed publiek belangstelling te wekken voor de streekgeschiedenis. Hij liet daarbij zien dat geschiedschrijving niet altijd eenduidig is en bepaalde gebeurtenissen voor meerdere uitleg vatbaar kunnen zijn. Zo stelt hij dat een passage die beschreven in Julius Caesars' De Bello Gallico en die door een Duits historicus geplaatst wordt in de contreien van Hunnecum aardig voor de streek is, maar niet zonder twijfel als exact waar moet worden beschouwd.
Ritzen stierf tijdens een raadsvergadering aan acuut hartfalen.

## Publicaties (selectie)
- 1950 Grepen uit Vaesrade's verleden
- 1952 De kluizenaars te Vaesrade (Maasgouw 1952, 71 pag. 58-61)
- 1956 De opheffing van de gemeente Vaesrade
- 1959 Schetsen uit Nuth's verleden